# Elaeocarpus compactus
Elaeocarpus compactus är en tvåhjärtbladig växtart som beskrevs av Schlechter. Elaeocarpus compactus ingår i släktet Elaeocarpus och familjen Elaeocarpaceae. Inga underarter finns listade i Catalogue of Life.